# Nicholas Paul
Nicholas Paul (Gasparillo, 23 september 1998) is een baanwielrenner uit Trinidad en Tobago. Hij nam deel in 2021 aan de Olympische Zomerspelen 2020 en won meerdere medailles op de wereldkampioenschappen baanwielrennen. Hij is gespecialiseerd in de sprintonderdelen.

## Carrière
In 2017 won Paul zijn eerste medaille op de Pan-Amerikaanse kampioenschappen baanwielrennen. Hij werd tweede op het onderdeel teamsprint. In 2018 won hij drie gouden medailles op de Centraal-Amerikaanse en Caraïbische Spelen. Een jaar later was hij ook succesvol op de Pan-Amerikaanse Spelen, waar hij goud won op de onderdelen sprint en teamsprint. In 2021 nam hij deel aan de Olympische Zomerspelen. Hij werd zesde op het onderdeel sprint en twaalfde bij de keirin. Eveneens in 2021 won hij zijn eerste medaille op de wereldkampioenschap baanwielrennen. Hij werd tweede achter Jeffrey Hoogland op de 1 kilometer tijdrit. Op de Gemenebestspelen van 2022 won hij drie medailles; een gouden bij de keirin, zilver bij de sprint en een bronzen medaille bij de 1 kilometer tijdrit. In 2023 werd hij wederom tweede op de wereldkampioenschap baanwielrennen, ditmaal op het onderdeel sprint achter Harrie Lavreysen.

## Palmares
| Jaar | TTK             | PK                                            | WK                                  | Overig |
| ---- | --------------- | --------------------------------------------- | ----------------------------------- | --- |
| 2017 | sprint          | teamsprint · 9e sprint                        |                                     | |
| 2018 |                 | teamsprint · sprint · 1km tijdrit · 5e keirin |                                     | Centraal-Amerikaanse en Caraïbische Spelen: · sprint · 1km tijdrit · teamsprint · 6e keirin · Gemenebestspelen: · 6e teamsprint · 9e 1km tijdrit |
| 2019 | keirin          | sprint · teamsprint · 4e 1km tijdrit          | 7e sprint 11e teamsprint            | Pan-Amerikaanse Spelen: · sprint · teamsprint |
| 2020 | sprint          | 10e sprint                                    |                                     | |
| 2021 |                 |                                               | 1km tijdrit · 4e keirin · 5e sprint | Olympische Spelen: 6e sprint 12e keirin |
| 2022 |                 | keirin · sprint · teamsprint                  |                                     | Gemenebestspelen: · keirin · sprint · 1km tijdrit                                                                                                |
| 2023 | keirin · sprint | keirin · sprint                               | sprint · 23e keirin                 | Centraal-Amerikaanse en Caraïbische Spelen: · sprint · teamsprint · Pan-Amerikaanse Spelen: · sprint · keirin · 6e teamsprint                    |
| 2024 |                 | keirin · sprint                               | 4e sprint 16e keirin                | Olympische Spelen: 11e sprint 13e keirin |